# KFC De Vrede Wechelderzande
KFC De Vrede Wechelderzande is een Belgische voetbalclub uit Wechelderzande. De club is aangesloten bij de KBVB met stamnummer 1086 en heeft rood-zwart als kleuren. De club speelt al heel haar bestaan in de provinciale reeksen.

## Geschiedenis
Tijdens de Eerste Wereldoorlog ontstond in Wechelderzande de eerste voetbalclub, die de naam Ons Genoegen kreeg. Omdat ook in Vorselaar twee gelijknamige ploegen bestonden, veranderde men in 1921 de naam in Victoria.
In 1923 ontstond dan voetbalclub De Vrede. Vooral De Vrede kende de volgende jaren in Wechelderzande een groei; Victoria verzwakte en hield in 1931 uiteindelijk op te bestaan. De Vrede telde aanvankelijk heel wat spelers uit de streek, tot het nabijgelegen Lille en Vlimmeren in 1938 hun eigen clubs kregen.
De Vrede Wechelderzande bleef in de lagere provinciale reeksen spelen. Een eerste kampioenstitel vierde men na de Tweede Wereldoorlog in 1956/57. De club ging in die tijd wat op en neer, want ook in 1961/62, 1965/66 en 1968/69 kon men een titel vieren, telkens met een promotie van Derde naar Tweede Provinciale. In het seizoen 2022/2023 vierde de club zijn honderdjarige bestaan. Dit jubileum werd bijna een volksfeest, maar de ploeg miste in een zinderende match tegen Oud-Turnhout nipt de promotie naar Derde Provinciale. Het seizoen dat daarop volgde was het echter wel zover. Met een ideale mix van jong, oud en enkele talenten van eigen bodem, zoals Jorne Smits en Roel Grielens, werd de titel en de daarbijhorende promotie naar Derde Provinciale binnengehaald.